# Ixobrychus cinnamomeus
Il tarabusino color cannella (Ixobrychus cinnamomeus (J.F.Gmelin, 1789)) è un uccello della famiglia degli Ardeidi.

## Descrizione
È un ardeide di media taglia, lungo 40–41 cm e con una apertura alare di circa 50 cm, caratterizzato da un piumaggio color cannella.

## Biologia
Si nutre di pesci, rane e molluschi.

## Distribuzione e habitat
Questa specie ha un ampio areale che si estende in Bangladesh, Brunei, Cambogia, Cina, India, Indonesia, Giappone, Corea, Filippine, Laos, Malaysia, Maldive, Myanmar, Nepal, Pakistan, Singapore, Sri Lanka, Taiwan, Thailandia, Timor-Est, Vietnam.
Popola diversi habitat caratterizzati dalla presenza di acqua, sia dolce che salmastra, quali mangrovie, paludi, torbiere, praterie soggette ad inondazioni stagionali, laghi, risaie.